# Over the Pond
Over the Pond is een livealbum van Under the Dome. Het zijn opnamen van 14 september 2001  die gemaakt zijn voor het radiostation WXPN te Philadelphia (Pennsylvania) voor het radioprogramma Star’s End van Chuck van Zyl. Er werd twee uur gespeeld en later verscheen daarvan een “samenvatting” op cd-r.

## Musici
- Grant Middleton, Colin Anderson – synthesizers, elektronica

## Muziek
| Nr. | Titel                           | Duur  |
| --- | ------------------------------- | ----- |
| 1.  | The rhode ahead                 | 5:10  |
| 2.  | Wired beneath the hot spot      | 11:29 |
| 3.  | Carfeul with that patch, Jolene | 11:32 |
| 4.  | Thunder over City Hall          | 7:17  |
| 5.  | Love Park                       | 11:06 |
| 6.  | Espresso shake                  | 7:29  |
| 7.  | White dog                       | 3:01  |
| 8.  | Title 10                        | 7:16  |
| 9.  | Beast in the cellar             | 4:32  |
| 10. | Morning glory                   | 14:02 |